# 同志社前駅
同志社前駅（どうししゃまええき）は、京都府京田辺市三山木垣ノ内にある、西日本旅客鉄道（JR西日本）片町線（学研都市線）の駅である。駅番号はJR-H23。この駅終着、始発の電車も数多く存在する。

## 概要
1986年（昭和61年）4月1日に開業した。当時の国鉄としては、新潟大学前駅・自治医大駅に次いで3番目に学校（学園）名を冠した駅となった。駅名の由来となっているように、同志社大学京田辺キャンパスへの最寄駅となっている。この駅終点の電車や、この駅を始発とする列車も数多く存在する。

## 歴史
- 1986年（昭和61年）4月1日：日本国有鉄道の駅として、上田辺駅（現在のJR三山木駅） - 田辺駅（現在の京田辺駅）間に新設開業（旅客扱いのみ）[2]。開業当時は1面1線のみの棒線駅でホーム有効長は50m（2両分）であった[2]。
- 1987年（昭和62年）4月1日：国鉄分割民営化により、西日本旅客鉄道（JR西日本）の駅となる[3]。
- 1988年（昭和63年）3月13日：路線愛称の制定により、「学研都市線」の愛称を使用開始。
- 1989年（平成元年）3月11日：構内を2面2線に拡張し、快速の約半数が当駅折返しとなる。
- 1999年（平成10年）2月23日：自動改札機を設置し、供用開始[4]。
- 2003年（平成15年）11月1日：ICカード「ICOCA」の利用が可能となる。
- 2005年（平成17年）1月29日：新駅舎の使用を開始[5]。
- 2007年（平成19年）1月26日：みどりの窓口の営業を開始。
- 2010年（平成22年）3月13日：7両編成での運転を開始。これに伴いホームを7両編成対応に延長。2番のりばを閉鎖し、1面1線となる。
- 2011年（平成23年）3月8日：JR宝塚・JR東西・学研都市線運行管理システム導入。接近メロディ導入。
- 2015年（平成27年）
  - 3月8日：みどりの窓口の営業を終了。
  - 3月9日：みどりの券売機プラスが稼働。
- 2018年（平成30年）3月17日：駅ナンバリングが導入され、使用を開始。
- 2022年（令和4年）
  - 9月6日：みどりの券売機プラスを撤去[要出典]。
  - 9月9日：みどりの券売機が稼働開始[要出典]。

## 駅構造
単式ホーム1面1線を有する地上駅である。列車の折り返しに対応できるように、場内・出発信号機が設置されている。
四条畷駅が管轄する巡回駅。ICOCA利用可能駅であり、ICOCAの相互利用対象カードも利用可能で、改札口には簡易改札機が4台設置され、通学時間帯の改札の効率化が図られていたが、2013年11月ごろに通常の改札機へと変更された。一部時間帯は無人となる。そのため改札機・券売機・精算機付近にはインターホンがあり、無人時間帯はコールセンターのオペレーターが対応し各種機器を遠隔制御している。
以前は、京橋方面からの列車は1つ手前の京田辺駅で7両編成から3両切り離して4両編成となり、当駅止まりの列車は京田辺駅 - 当駅の1駅間だけ4両編成となっていたが、2010年（平成22年）3月13日のダイヤ改正で木津駅から当駅間の各駅のホームを7両対応に延長し、学研都市線の全区間で7両編成運転が開始された。これに伴い、折り返し専用の2番のりばはホームの延長をせずに廃止・閉鎖され、現在は1番のりばのみが四条畷・京橋方面と木津方面の両方向に使用されている。
かつて駅舎には寝台特急などとして活躍した583系電車の廃車体が使われ、当初はそのスペースを活用して喫茶店の営業も行われていた。閉店後も待合室として使用され続けたが、利用客が増えホームを拡幅する必要が生じたことから、京田辺市・JR西日本・同志社大学の間で建て替えが決まり、2005年（平成17年）に同志社大学京田辺キャンパスをイメージした外観の新駅舎が完成した。
2010年（平成22年）3月13日のダイヤ改正をもって閉鎖となった旧2番のりばは木津側が行き止まりで、当駅で折り返す列車の専用ホームとなっていた。折り返し列車の大半は1番のりばを使用していたが、ダイヤが乱れた場合のみ2番のりばは日中にも使用されていた。昼間の使用されない時間帯には鎖が張られており2番のりばに渡ることができなかった。なお、2番のりばへの通路の一部は前述のホーム延伸の敷地に転用された。但しホーム自体は残っているが、その箇所にあった踏切はホーム拡張工事により撤去され、現在は旧2番のりばへの乗客の移動・立ち入りは一切禁じられた。また列車が進入する分岐器も撤去されたため、発着も不可能である。

### のりば
| のりば | 路線       | 方向 | 行先             |
| ------ | ---------- | ---- | ---------------- |
| 1      | 学研都市線 | 下り | 四条畷・京橋方面 |
| 1      | 学研都市線 | 上り | 木津方面         |

- 上表の路線名は旅客案内上の名称（愛称）で表記している。

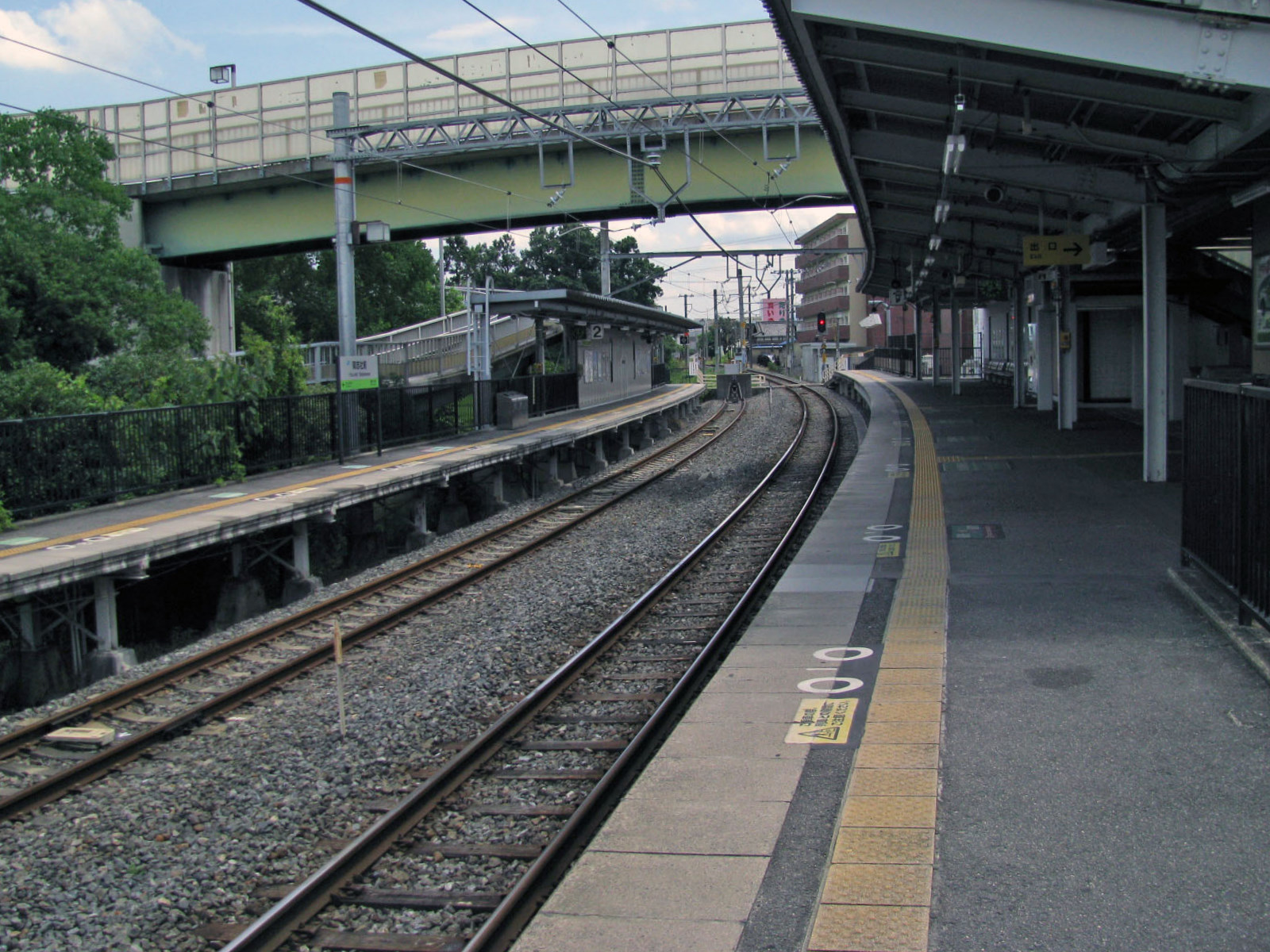
右側が1番のりば、左側はかつて使用されていた折り返し専用の2番のりば（2008年8月）
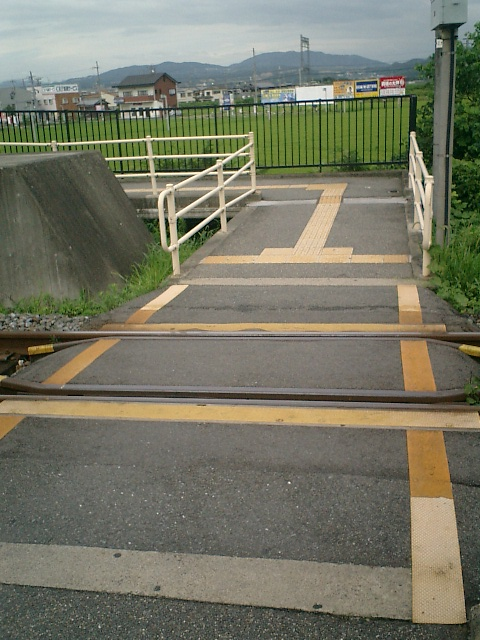
2010年にホームが延長されるまで、木津駅側に2番のりばへの通路と構内踏切があった（2005年8月）
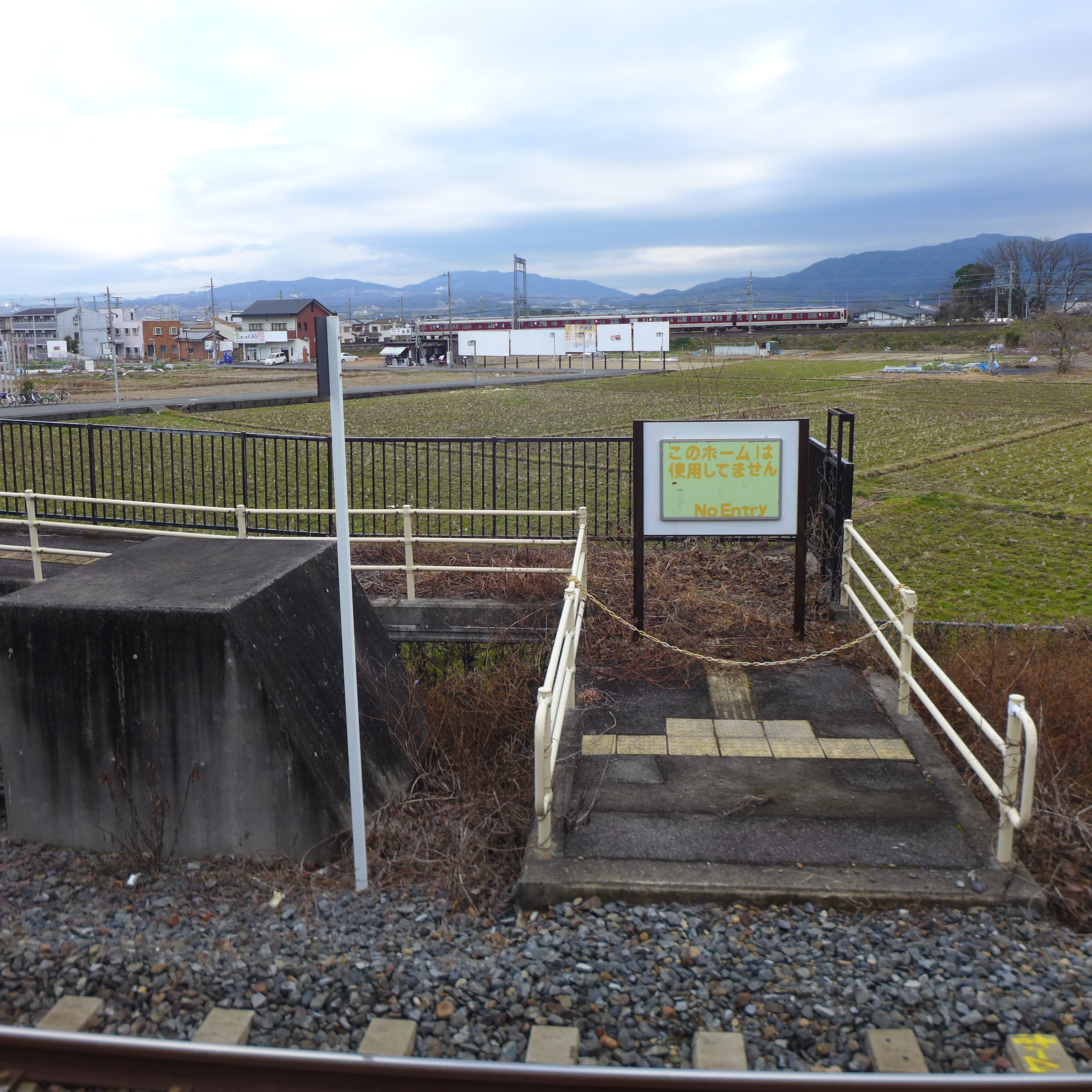
構内踏切と1番のりばの通路（敷地をホーム延長に転用）は撤去されたが、2番のりばの通路は残っている（2017年1月）
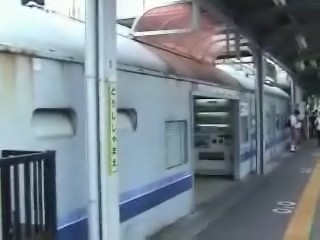
国鉄583系電車の廃車両を利用した休憩室（2002年撮影。現在は撤去されている）

## ダイヤ
1時間に下りは4本（3本は当駅始発）、上りは1 - 2本の快速・区間快速が発着する。ただし、平日朝ラッシュ時は本数が多くなる。停車する電車は、半自動扱いとなる。

## 利用状況
大半が学生の利用で、時間帯次第では車内の座席が全て埋まることもある。JR西日本の移動等円滑化取組報告書によれば、2023年度の1日当たりの利用者数は9,054人。
「京都府統計書」によると、1日平均乗車人員は以下の通りである。
| 年度   | 一日平均 乗車人員 |
| ------ | ----------------- |
| 1999年 | 3,630             |
| 2000年 | 3,734             |
| 2001年 | 3,841             |
| 2002年 | 3,921             |
| 2003年 | 4,137             |
| 2004年 | 4,367             |
| 2005年 | 4,707             |
| 2006年 | 4,904             |
| 2007年 | 5,208             |
| 2008年 | 5,414             |
| 2009年 | 5,126             |
| 2010年 | 5,397             |
| 2011年 | 5,642             |
| 2012年 | 5,641             |
| 2013年 | 4,422             |
| 2014年 | 4,367             |
| 2015年 | 4,511             |
| 2016年 | 4,556             |
| 2017年 | 4,677             |
| 2018年 | 4,660             |
| 2019年 | 4,637             |
| 2020年 | 2,614             |
| 2021年 | 3,753             |
| 2022年 | 4,318             |

## 駅周辺
大学や高校等の最寄り駅であるが、学生向けの飲食店は少ない。
- 同志社大学・同志社女子大学京田辺キャンパス
- 同志社国際中学校・高等学校
- NPO法人京田辺シュタイナー学校
- 近鉄京都線 興戸駅
- 京都府道22号八幡木津線

## 隣の駅
西日本旅客鉄道（JR西日本）
 学研都市線（片町線）
■快速・■区間快速・■普通
JR三山木駅 (JR-H22) - 同志社前駅 (JR-H23) - 京田辺駅 (JR-H24)